# Hồ Saimaa
Saimaa (phát âm tiếng Phần Lan: [sɑimɑː]; tiếng Thụy Điển: Saimen) là một hồ ở miền đông nam Phần Lan. Với diện tích 4.279,5 km², đây là hồ lớn nhất ở Phần Lan, và là hồ lớn thứ tư ở châu Âu. Hồ hình thành từ sự tan của băng ở cuối Kỷ băng hà.
Các thành phố chính nằm trên bờ hồ là Lappeenranta, Imatra, Savonlinna, Mikkeli, Varkaus, và Joensuu. Sông Vuoksi chảy từ hồ Saimaa vào hồ Ladoga. Có các đảo nằm rải rác trên phần lớn diện tích hồ, và các kênh hẹp chịa hồ thành nhiều phần, mỗi phần đều có tên riêng (các lưu vực chính gồm Suur-Saimaa, Orivesi, Puruvesi, Haukivesi, Yövesi, Pihlajavesi, và Pyhäselkä).
Ở những nơi trong lưu vực Saimaa (một diện tích lớn hơn so với hồ), "đường bờ hồ trên một đơn vị diện tích ở đây nhiều hơn bất cứ nơi nào khác trên thế giới, tổng chiều dài gần 15.000 km. Số các đảo trong khu vực, 14.000, cũng cho thấy hệ thống này là một nơi rắc rối nhiều chi tiết".
Kênh Saimaa từ Lappeenranta tới Vyborg nối hồ Saimaa vào Vịnh Phần Lan. Các kênh khác nối hồ Saimaa với các hồ nhỏ hơn ở miền Đông Phần Lan, tạo thành một mạng đường thủy. Các đường thủy này được dùng chủ yếu để vận chuyển gỗ, khoáng sản, kim loại, bột giấy cùng các hàng hóa khác, nhưng cũng được dùng làm tuyến đường thủy du lịch.
Một trong những hải cẩu vùng nước ngọt quý hiếm và có nguy cơ tuyệt chủng là hải cẩu vòng Saimaa, chỉ sống ở hồ Saimaa. Cũng vậy, cá hồi Saimaa là một loài có nguy cơ tuyệt chủng cũng sống ở đây.

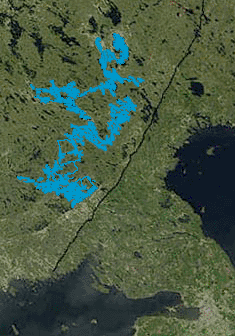
Saimaa nổi bật ở bức ảnh chụp từ vệ tinh. Vịnh Phần Lan ở đáy, Hồ Ladoga ở bên phải. Đường đen là biên giới Nga-Phần Lan.

Thời nguyên thủy, vùng bờ hồ rất có thể là nơi sản xuất loại đồ gốm amiăng, một loại đồ gốm được sản xuất bằng amiăng và đất sét từ khoảng năm 1900 TCN tới năm 200 sau Công nguyên, bởi vì đây là nơi duy nhất có các mỏ amiăng thiên nhiên phong phú dễ tiếp cận để dùng làm đồ gốm nói trên.